# نظرية هايم
نظرية هايم ، التي اقترحها لأول مرة الفيزيائي الألماني بوركهارد هايم علنًا في عام 1957، هي محاولة لتطوير نظرية لكل شيء في الفيزياء النظرية. تدعي النظرية أنها تسد بعض الخلافات بين ميكانيكا الكم والنسبية العامة. لم تحظ النظرية باهتمام كبير في الأدبيات العلمية وتعتبر خارج نطاق العلوم السائدة. ولكنها اجتذبت بعض الاهتمام في وسائل الإعلام الشعبية والهامشية.

## تطوير
حاول هايم حل حالات عدم التوافق بين نظرية الكم والنسبية العامة. ولتحقيق هذا الهدف، طور منهجًا رياضيًا يعتمد على تكميم الزمكان (الزمان - المكان). حاول آخرون تطبيق نظرية هايم على الدفع الفضائي غير التقليدي ومفاهيم أسرع من الضوء، بالإضافة إلى أصل المادة المظلمة.
ادعى هايم أن نظريته تنتج كتل الجسيمات مباشرة من الثوابت الفيزيائية الأساسية وأن الكتل الناتجة تتفق مع التجربة، ولكن لم يتأكد هذا الادعاء. تمت صياغة نظرية هايم رياضيًا في ستة أبعاد أو أكثر وتستخدم نسخة هايم الخاصة من معادلات الفرق.